# 무한도전 공연 특집

## 가요제

### 2회 〈올림픽대로 듀엣가요제〉
〈올림픽대로 듀엣가요제〉는 2009년 7월 4일부터 7월 11일까지 총 2회 분에 걸쳐 방송되었다. 이전 가요제와는 달리 정식적으로 준비된 가요제 특집으로서 출연진들이 본인과 가까운 사이의 프로듀서를 직접 섭외해, 곡 작업을 한 뒤 진행되었다.

### 3회 〈서해안고속도로 가요제〉
〈서해안고속도로 가요제〉는 2011년 4월 30일, 디너 쇼 특집에서 시작을 알리어, 6월 11일, 18일, 25일, 7월 2일까지 4회 분에 걸쳐, ‘서해안고속도로 가요제’라는 정식 제목으로 준비과정과 본 가요제를 방송하였다.

### 4회 〈자유로 가요제〉
무한도전의 네번째 주최 가요제로서 346회를 시작으로 방송되었다. 경기도 파주 임진각에서 본 공연이 열렸으며 약 3만 5천여명의 관중이 참석했다. 장기하와 얼굴들, 장미여관, 보아, 지드래곤, 김C, 유희열, 프라이머리 등의 게스트들이 출연하였으며, 콘서트 중에 김조한, 개코 등의 가수들도 참여하였다. 

#### 음원 표절 의혹
수록곡 중 박명수와 프라이머리, 개코가 작업한 'I Got C'는 발매되자마자 각종 차트에서 1위를 차지하는 등 인기를 누렸으나, 같은 해 5월에 발매된 카로 에메랄드의 곡 'Liquid Lunch'와 흡사하다는 의견이 네티즌들 사이에서 나오기 시작하였다. 이는 결국 프라이머리의 표절 의혹으로 이어졌고, 카로 에메랄드 측에서도 "표절이 맞다."라고 입장을 표하였다.

### 5회 〈영동고속도로 가요제〉
2015년 7월 4일, 1부인 ‘가면무도회’에서 게스트 라인업을 공개했고, 7월 11일을 시작으로 18일, 25일, 8월 1일에 걸쳐 진행되었으며, 8월 8일 본 가요제가 방송되었다. 8월 13일에는 강원도 평창군 대관령면 알펜시아 리조트 부근 알펜시아 스키점프 경기장에서 〈영동고속도로 가요제〉가 열렸고, 8월 22일 방송되었다.

## 대회

### 2011년  〈나름 가수다〉
282회를 시작으로 283회, 284회까지 총 3회에 걸쳐 진행되었으며, 2011년 12월에 개최되었다.
각 멤버들이 서로의 추천곡 중 1개를 뽑아 편곡을 하여 공연을 펼쳤다.

### 2012년 〈박명수의 어떤가요〉
301회 오프닝을 포함해, 310회, 311회까지 총 3회에 걸쳐 진행되었다. 박명수가 직접 만든 6개의 곡들을 선보였으며, 2012년 12월에 진행되었다.

## 콘서트 특집

### 고맙습니다 콘서트
고맙습니다 콘서트는 2007년 12월 25일, 코엑스 컨퍼런스룸에서 개최된 콘서트로, 무한도전 멤버들이 한 해 동안 무한도전에 보내준 성원에 감사하다는 의미에서 다양한 사연을 가진 커플 200쌍을 선정하여 초대한 콘서트이다.

### 하하 게릴라 콘서트
‘하하 게릴라 콘서트’는 2008년 2월 10일 여의도 공원에서 열린 콘서트이다. 당시 공익근무를 앞두고 있던 하하를 위해 무한도전이 마련한 콘서트이다. 이 게릴라 콘서트의 관객 수는 15,437명이었다. 공연 중 하하는 〈너는 내 운명〉과 함께 나온 〈그래 난 노래 못 해〉를 부르기도 했다.

### 유 앤 미 콘서트
2008년 12월 27일에 방송된 무한도전 〈유 앤 미(You & Me) 콘서트〉는 같은 해 12월 25일 여의도 MBC 본사에서 진행되었으며 손담비를 게스트로 초대하여 눈길을 끌었다. 무한도전에서 처음으로 HD 영상으로 제작 · 방송되었다. 
그런데 이 당시 방송 산업 경쟁화를 목적으로 한 한나라당의 〈미디어 관련법〉 7개 법제 개정안 상정에 반대하는 전국언론노조 총파업이 벌어지는 과정에서 MBC 지부도 함께 참가함과 더불어 담당 PD가 편집에 참여하지 않게 되면서 무한도전 특유의 자막과 편집이 사라진 방송을 그대로 내보내어 논란을 불러 일으켰다. 그리고 미디어 관련법 개정안에 대한 파업의 영향으로 2009년 1월 3일과 1월 10일은 재방송이 편성되었다.
이에 자막이 없는 것에 실망감을 느낀 디시인사이드 무한도전 갤러리 이용자들이 직접 자막을 넣어 '자막판'을 제작, 배포하기도 했다. 언론노조의 총파업이 1월 8일을 기해 일시 중단됨에 따라 무한도전 제작진 역시 다시 복귀하게 되었다. 자막이 있는 〈유 앤 미 콘서트〉의 편집판은 1월 17일에 다시 정식으로 방송되었다.

### 실행되지 못한 계획

#### Super 7 콘서트
’Super 7 콘서트’는 2012년 11월 24일부터 25일까지 서울체조경기장에서 열릴 예정이었던 콘서트다. 이 콘서트는 2012년 초에 시작된 MBC 총파업 여파로 6개월 동안 방송이 중단되자 결방기간 동안 기다려준 시청자들과 팬들을 위해 마련했으며, 리쌍컴퍼니가 기획을 맡았다. 
그러나, 2달 동안 콘서트를 준비하던 중 9월 21일 취소되었다.
애초 슈퍼 7 콘서트는 이전 무한도전 콘서트와 달리 유료로 진행될 예정이었으나, 티켓 가격이 너무 비싸다는 점이 논란이 일자 무한도전 멤버들과 리쌍은 결국 이 콘서트를 무산시키기로 결정했다. 또한 리쌍 멤버인 길과 개리는 이번 사태에 책임을 지고 예능에서 전격 하차를 선언하였지만, 제작진 및 멤버들의 간곡한 만류로 인해 하차 선언 일주일만인 9월 28일에 복귀하였다.

## 참조
1. ↑  http://www.wowtv.co.kr/newscenter/news/view.asp?bcode=T30001000&artid=A201311030013
2. ↑  “무한도전 가요제 표절논란 'I GOT C' 결국 음원판매 중단”. 한국경제. 2013년 11월 13일.
3. ↑  “이번에는 콘서트 `무한도전` … 유쾌한 감동의 무대”. 한국경제. 2007년 12월 29일.
4. ↑  “아이돌 그룹(?) '무한밴드' 최선다한 공연 빛났다”. 스포츠서울. 2007년 12월 29일.
5. ↑  공연 중 추가로 더 온 사람들은 제외되었다. 경호원들의 제지를 받고 공연장 밖에서 관람한 사람들이 그 경우에 해당된다.
6. ↑  “‘무한도전’, 파업으로 미완성 편집 ‘반쪽’ 방송”. 세계일보. 2008년 12월 28일. 2013년 12월 24일에 원본 문서에서 보존된 문서.
7. ↑  “‘무한도전’ 제작진 “콘서트 1년을 준비했는데” 울분 터뜨렸다”. 뉴스엔. 2008년 12월 27일.
8. ↑  무한도전 시청자 게시판 에 올라온 재방송 안내
9. ↑  유앤미콘서트 자막판 제작카페